# Papaipema beeriana
Papaipema beeriana är en fjärilsart som beskrevs av Bird 1923. Papaipema beeriana ingår i släktet Papaipema och familjen nattflyn. Inga underarter finns listade i Catalogue of Life.